# Mimicoscypha
Mimicoscypha is een geslacht van schimmels behorend tot de familie Hyaloscyphaceae. De typesoort is Mimicoscypha lacrimiformis.

## Soorten
Volgens Index Fungorum telt het geslacht drie soorten (peildatum maart 2022):
| Soortnaam                  | Auteur(s)                                 | Publicatiejaar |
| -------------------------- | ----------------------------------------- | -------------- |
| Mimicoscypha lacrimiformis | (Hosoya) T. Kosonen, Huhtinen & K. Hansen | 2020           |
| Mimicoscypha mimica        | T. Kosonen, Huhtinen & K. Hansen          | 2020           |
| Mimicoscypha paludosa      | (Velen.) T. Kosonen, Huhtinen & K. Hansen | 2020           |